# Dârmănești (gmina)
Dârmănești – gmina w Rumunii, w okręgu Ardżesz. Obejmuje miejscowości Dârmănești, Negreni, Piscani, Valea Nandrii i Valea Rizii. W 2011 roku liczyła 3513 mieszkańców.